# 司马璐
司马璐（1919年8月23日—2021年3月28日），原名马义，曾用名马元福，男，江苏海安人，中国共产党史专家，反共主义者。一直以来与中共创始人之一张国焘有较多交往，并且强调中共官方党史中，丑化张国焘，多违反事实真相。

## 生平
1937年加入中国共产党，同年底到延安。后在延安遭到政治迫害，离开延安，1941年被开除出党。后一直从事自由、民主活动。曾在重庆办《自由东方》、《人民周报》，组织中国人民党。
1949年定居香港，出版《展望》杂志。
1983年移居美国，主持《探索》杂志。
2002年9月在紐約与戈扬结婚。二人原是同乡，年青时共同参加革命，一个去了延安，一个留在江苏，成为新四军和《新华日报》记者。晚年在大洋彼岸的纽约重新聚首。戈扬在北京任《观察》主编，1957年被划右派，杂志被停刊的同时，司马璐在香港办起了《展望》。
司马璐在美国纽约法拉盛的一家养老院生活。2021年3月28日在此安老院於睡夢中逝世 ，終年102歲，追悼會於同年4月7日在法拉盛舉行，遺體隨後被送往布鲁克林区綠蔭墓園火化，並擇日安葬於法拉盛自購墓地。

## 著作
司马璐1952年在香港出版《斗争十八年》（亞洲出版社1952年10月初版，自聯出版社1967年9月出版節選本），写出自己从投奔共产党到醒悟，到选择自由的曲折历程，轰动一时。五十年后，余英时教授在写给司马璐的诗里还提到“曾读斗争十八年，香江反共万人传。”司马璐长期从事中共党史的研究，他主编的一套《中共党史暨文献精粹》具有很高的史料价值。此外，他还对若干中共领导人物，如瞿秋白、张国焘等作过深入的专门研究。其回忆录《中共历史的见证》按内容分为三篇，第一篇是写个人经历，第二篇写中共第一代人物，第三篇专论毛泽东与周恩来的斗争，最后是结尾，作者表达他最后的愿望，学习蔡元培，不断学习，不断创造，敢於挑战旧教条，迎接一切新思想，不断进步。

### 代表作
- 《斗争十八年》
- 《中共党史暨文献精粹》
- 《瞿秋白传》

## 评价
司马璐被人称为“当代中国政治人物的活词典”。他说：“我这一生中，一个特别的经历是，我可能是见过当代中国政治人物最多的人。”共产党人中我见过毛泽东、张国焘、王明、博古、刘少奇、张闻天、朱德、彭德怀、周恩来、林彪、陈云、邓小平、江青、康生、高岗、潘汉年、王稼祥、柯庆施、董必武等。民主党派中见过章伯钧、罗隆基、张澜、沈钧儒、张申府、张君劢、梁漱溟等。国民党人中见过蒋介石、蒋经国、陈诚，还结识过徐複观、雷震。中共党内的几个著名的知识份子，王实味、邓拓、田家英，都是司马璐在延安时期的好朋友（此外，司马璐和江泽民的养父江上青也相当熟悉，他把江上青和自己的关系称作“亦师亦友”）。司马璐与流亡海外的民运人士如王丹、陈破空、苏晓康、胡平等也颇有交情。受司马璐委托，王丹承继司马璐和戈扬创办的中华学人联谊会，并出任会长。
陈破空認為司马璐对比刘少奇等中共高官，他是幸运的。如果司马璐没有在1941年退出中共，那么，他可能在延安整风中，落得个王实味一般的下场；或者，在反右运动中，被打入十八层地狱；或者，在文革中，非死即囚。逃过一劫，又如何逃得过另一劫？劫劫相扣，在劫难逃。司马璐的历史研究，提供了一个独特的视角，让外界得以继续观照和深思那未尽的历史，中华民族至今仍深陷铁血桎梏的由来。
陈破空也曾作诗一首《如华灯初上》，祝贺司马璐九十华诞。